# 5983 Праксітель
5983 Праксітель (5983 Praxiteles) — астероїд головного поясу, відкритий 29 вересня 1973 року.
Тіссеранів параметр щодо Юпітера — 3,294.
Названий на честь Праксітеля — давньогрецького скульптора доби пізньої класики